# Serra del Pal
La Serra del Pal és una serra situada als municipis de La Molsosa i Sant Mateu de Bages i que constitueix l'extrem més oriental de la serra de Castelltallat. Culmina a 917 metres al pic de Goberna (Sant Mateu de Bages).